# Ixora abyssinica
Ixora abyssinica é uma espécie de arbusto pertencente à família Rubiaceae. É endêmica da África desde a Eritreia até a Tanzânia.

## Descrição
É um arbusto que alcança um tamanho de uns 5 metros de altura, com ramos pálidos. As folhas opostas, elípticas, reduzem-se em ambos extremos, coriáceas. Tem flores tetrâmeras sobre pedicelos curtos, apertadas em galhos terminais densos. Possui um fruto brilhante, quase glabro.

## Distribuição
Distribui-se pela África através da Eritreia, Etiópia, Sudão, Uganda e Tanzânia.